# Íñigo
Íñigo [ˈi.ɲi.ɣo] ist ein spanischer männlicher Vorname.

## Herkunft des Namens
Íñigo ist eine mittelalterliche spanische Form des baskischen Namens Eneko. Vermutlich setzt der Name sich aus den baskischen Elementen ene „mein“ and ko, einem Diminutivsuffix zusammen.
Gelegentlich wird der Name fälschlicherweise als Variante von Ignatius angesehen, da Íñigo der Geburtsname von Ignatius von Loyola war, der sich jedoch zu Ehren des Ignatius von Antiochia umbenannte.

## Verbreitung
Der Name ist lediglich in Spanien verbreitet. Dort ist er mäßig beliebt.

## Varianten
- Baskisch: Eneko
- Englisch: Inigo
- Spanisch: Iñigo

Vom Namen abgeleitete Familiennamen sind Íñiguez und Iñíguez.

## Namensträger
- Íñigo Abbad y Lasierra (1743/1745–1813), spanischer Benediktiner und Historiker
- Íñigo Arista (baskisch Eneko Aritza; 781–852), König von Pamplona und Graf des Bigorre und Sobrarbe
- Inigo Campioni (1878–1944), italienischer Admiral und Senator
- Íñigo Chaurreau (* 1973), spanischer Radrennfahrer
- Íñigo Cuesta (* 1969), spanischer Radsportler
- Iñigo Díaz de Cerio (* 1984), spanischer Fußballspieler
- Íñigo Melchor Fernández de Velasco (1629–1696), spanischer Heerführer und Staatsmann
- Inigo Gallo (1932–2000), Schweizer Schauspieler, Kabarettist und Regisseur
- Inigo Jones (1573–1652), englischer Architekt
- Íñigo Landaluze (* 1977), spanischer Radrennfahrer
- Íñigo López de Loyola (1491–1556), Mitgründer des Jesuitenordens, siehe Ignatius von Loyola
- Iñigo López de Mendoza (1398–1458), spanischer Staatsmann und Dichter
- Íñigo López de Mendoza y Quiñones (1542–1515), kastilischer Generalkapitän, Politiker und Diplomat
- Iñigo Manglano-Ovalle (* 1961), spanisch-US-amerikanischer Künstler
- Íñigo Méndez de Vigo (* 1956), spanischer Politiker
- Íñigo Ortiz de Retes, spanischer Seefahrer und Entdecker
- Íñigo Prieto López de Cerain (* 1990), spanischer Fußballschiedsrichterassistent
- Íñigo Vélez (* 1982), spanischer Fußballspieler
- Íñigo Vélez de Guevara, Conde de Oñate (1566–1644), spanischer Staatsmann und Diplomat

### Familienname
- Ángel Iñigo († 2014), kubanischer Bildhauer

### Fiktive Figuren
- Inigo Montoya, fiktiver baskischer Schwertkämpfer, siehe Die Braut des Prinzen